# 柳新镇
柳新镇，是中华人民共和国江苏省徐州市铜山区下辖的一个乡镇级行政单位。

## 行政区划
柳新镇下辖以下地区：
唐沟村、李庄村、东城村、黑璋村、孙庄村、马楼村、刘台村、陈塘村、杨场村、苏家村、中口村、蔺家坝村、位庄村、新桥村、垞城村、天齐村、孙大庄村、冯楼村和柳新村。